# Carabine T86
La Carabine Type 86 est un fusil d'assaut pour forces spéciales. Son adoption par l'Armée taïwanaise date de 1997 comme l'indique son nom Type 86 correspondant à l'an 86 de la République de Chine (fondée en 1911).
Bien qu'ayant eu un processus de développement de longue durée et une production limitée, il est devenu la base de la carabine T91 actuellement en production pour les forces armées de Taïwan.

## Développement
Depuis son repli sur l'île de Formose, la République de Taïwan dispose d'une assistance militaire américaine importante notamment sous la forme de livraison d'armes légères. Mais soucieuse de son indépendance militaro-industrielle, Taipeh dispose depuis les années 1940 d'arsenaux qui produisirent des M14 en 1968 puis une variante du M16A1 adoptée en 1976.

## Description

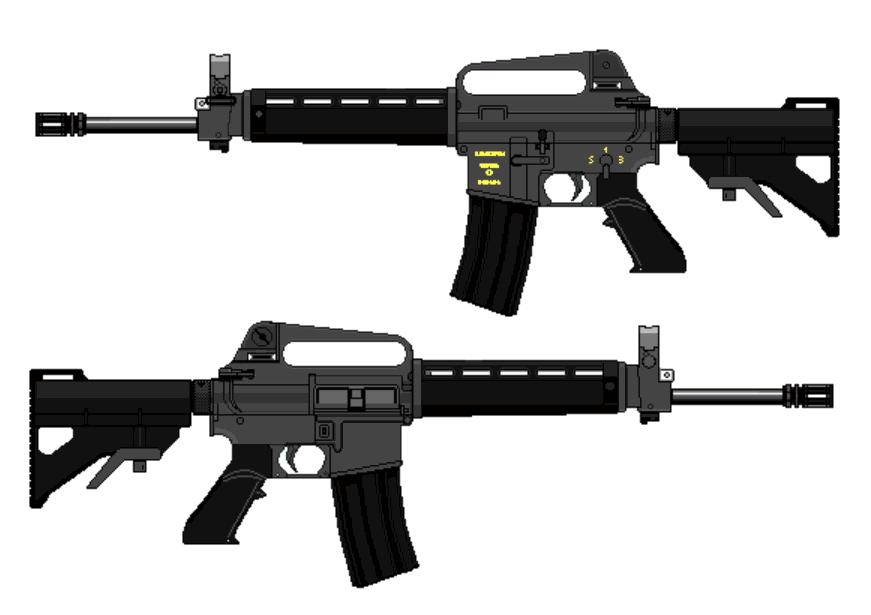
Les 2 faces de la Carabine T86

La T86 croise des éléments du Fusil Type 65 (mécanisme) et de la Colt M4 (longueur et rayures du canon et crosse télescopique). Elle peut recevoir une baïonnette, un bipied, une lunette de tir et un lance-grenades (une copie du M203). Elle utilise des chargeurs courbes (M16A2) ou tambour.

## Utilisateurs
- Taïwan
- Jordanie
- Haïti

## Source
Cette notice est une adaptation en français de celle de l'ouvrage suivant : 
- (en) Maxim Popenker et Anthony G. Williams, Assault rifle, Royaume-Uni, The Crowood Press, 28 mars 2005, 224 p. (ISBN 1861267002 et 978-1861267009)